# Politiezone Kanton Borgloon
De Politiezone Kanton Borgloon (zonenummer 5379) is een voormalige Belgische politiezone bestaande uit de gemeenten Alken, Borgloon, Heers, Kortessem en Wellen. De politiezone behoorde tot het gerechtelijk arrondissement Limburg. Het grondgebied kwam overeen met het kieskanton Borgloon en het vroegere gerechtelijk kanton Borgloon.
Op 1 januari 2025 stapten Alken en Kortessem uit de politiezone en sloten zij aan bij PZ Limburg Regio Hoofdstad. De rest van de politiezone fuseerde dan met PZ Tongeren/Herstappe en vormen sindsdien samen PZ Haspengouw met Tongeren-Borgloon, Herstappe, Heers en Wellen als deelnemende gemeenten. Het hoofdcommissariaat van de nieuwe zone is dat van Borgloon.
De zone werd geleid door korpschef Rohnny Maes.
Het hoofdcommissariaat van de politiezone was gelegen aan de Ervaertstraat 2 in Borgloon.